# Domnii preferă blondele
Gentlemen Prefer Blondes (tradus în română „Domnii preferă blondele” sau „Bărbații preferă blondele”) este un film din 1953, adaptare a muzicalului din 1949, lansat de 20th Century Fox, regizat de Howard Hawks, în rolurile principale fiind Marilyn Monroe, Jane Russell, alături de Charles Coburn, Elliot Reid și Tommy Noonan.

## Distribuție
- Jane Russell - Dorothy Shaw
- Marilyn Monroe - Lorelei Lee

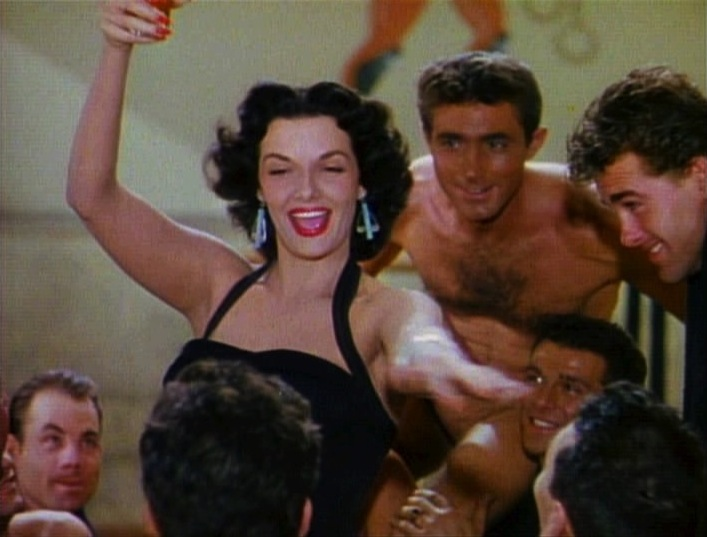
Scenă cu Russell din trailer-ul pentru film

- Charles Coburn - Sir Francis "Piggy" Beekman
- Norma Varden - Lady Beekman
- Steven Geray - Managerul hotelului
- Elliott Reid - Ernie Malone
- Tommy Noonan - Gus Esmond
- Taylor Holmes - Dl. Esmond Sr.